# Mus setulosus
Mus setulosus es una especie de roedor de la familia Muridae.

## Distribución geográfica
Se encuentra en Benín, Camerún, República Centroafricana, República del Congo, República Democrática del Congo, Costa de Marfil, Guinea Ecuatorial, Etiopía, Gabón, Ghana, Guinea, Kenia, Liberia, Nigeria, Sierra Leona, Sudán, Togo, y Uganda.

## Hábitat
Su hábitat natural son: Clima tropical o Clima subtropical, bosques y sabanas áridas.